# Dorfarje
Dorfarje este o localitate din comuna Škofja Loka, Slovenia, cu o populație de 203 locuitori.